# Бери (окръг, Мичиган)
Вижте пояснителната страница за други значения на Бери.
Окръг Бери (на английски: Barry County) е окръг в щата Мичиган, Съединени американски щати. Площта му е 1494 km², а населението - 56 755 души (2000). Административен център е град Хастингс.